# 시사IN
《시사IN》은 대한민국의 진보 성향 잡지이다. 주로 정치와 사회 분야를 다루는 시사주간지이다.
시사저널 삼성기사 삭제 사건으로 촉발된 《시사저널》 편집권 독립 문제로 인해 시사저널에서 퇴사한 기자들을 중심으로 만들어졌으며, 2007년 9월 25일 창간호를 발행하였다.
신문잡지부수공사기구인 한국ABC협회가 전국 시사주간지를 포함한 잡지 134개의 [2011년 7월~2012년 6월] 기간의 유료부수 조사 결과를 2013년 5월29일에 발표했는데, 《시사IN》이 유료부수 4만 6916부, 배포부수 4만 8769부로 시사 주간지와 경제 주간지를 통틀어 1위를 기록했다. 지난해까지 시사 주간지 1위였던 《한겨레21》은 유가 부수 4만2394부로 2위가 됐다. 주진우, 고재열 등이 기자로 있다.

## 창간의 발단: 시사저널 삼성기사 삭제 사건
2006년 6월 15일 삼성 관련 기사와 관련해 삼성 쪽으로부터 전화를 받은 금창태 시사저널 사장이 기사를 뺄 것을 지시하였다. 그러나 이윤삼 편집국장, 취재총괄부장 등은 그런 요구를 거부했다. 금창태 사장은 인쇄소에 직접 나가 해당 기사를 삼성 광고로 대체했다. 6월 23일 이윤삼 편집국장의 사표가 바로 수리되었고, 8월 14일에는 장영희 취재팀장이 무기정직을 당하였다. 9월 10일에는 윤무영 기자가 3개월 정직을 당하였다. 2007년 1월 17일에는 백승기 사진부 팀장이 무기정직을 당하였다. 그리고 2월 7일에는 고재열 기자가 무기 정직을 당했다. 기자 24명 중 17명이 징계를 당했다. 첫 사태 6월 후 파업에 돌입하자 회사는 바로 직장 폐쇄를 단행했다. 그 뒤 1년 여 동안 시사저널 기자들은 ‘편집권 독립 장치 마련’을 요구하고 파업을 했다. 결국 파업에 동참한 기자 22명은 회사와 결별을 하고 2007년 8월 29일 《시사IN》을 창간하였다.

## 상훈
- 시사IN 편집국은 제23회 안종필 자유언론상을 받았다.[2]
- 시사IN 사진팀 조남진 기자는 「최초공개 최순실」(사진)으로 제314회 한국기자협회 이달의 기자상(전문보도 부문)을 받았다.[3]
- 시사IN 기획특집팀 고제규 기자, 사회팀 신한슬·김연희·이상원 기자는 「최저임금으로 한 달 살기」로 제298회 이달의 기자상(기획보도 부문)을 받았다.[4]

## 논란

### 욱일기 합성물 게시 논란
시사IN 사무실에 2년 동안 욱일기와 태극기를 합성한 사진이 걸려있다는 사실이 알려져 논란이 되었다. 시사IN 관계자는 해당 잡지 355호 <구겨진 친일 보수의 민낯> 표지 소품을 걸어놨을 뿐이며 사용된 표지 소품은 보관한다고 해명했지만, 2년 동안 국기를 모욕하는 사진을 사무실에 걸어놨다는 것은 이해하기 힘들다는 반응이 많아 논란은 쉽게 사그라들지 않았다.

## 관련 서적
- 시사IN .(주)참언론.ISSN 1976-3948
- 고종석. 《기자로 산다는 것》. 호미. 2007년.ISBN 9788988526637
- 고종석 외. 《다시 기자로 산다는 것》. 시사IN북. 2012년.ISBN 9788994973128